# Diensdorf-Radlow
Diensdorf-Radlow (niedersorbisch Dimšojce-Radłow) ist eine Gemeinde im westlichen Landkreis Oder-Spree in Brandenburg. Sie gehört dem Amt Scharmützelsee an, das seinen Verwaltungssitz in der Gemeinde Bad Saarow hat.

## Geografie
Die Gemeinde liegt am Ostufer des Scharmützelsees am Westrand der Beeskower Platte, etwa fünf Kilometer südlich des Kerns von Bad Saarow und grenzt im Norden an den Bad Saarower Wohnplatz Theresienhof. Im Süden schließt sich die Gemeinde Wendisch Rietz und im Osten die Gemeinde Rietz-Neuendorf an.

## Gemeindegliederung
Die Gemeinde Diensdorf-Radlow hat laut ihrer Hauptsatzung keine Orts- oder Gemeindeteile. Die beiden früher selbstständigen Gemeinden Diensdorf und Radlow sind lediglich Wohnplätze innerhalb der (Gesamt-)Gemeinde.  Seit dem 1. Januar 1962 sind Diensdorf und Radlow zu einer Gemeinde zusammengeschlossen.

## Geschichte
Diensdorf wurde erstmals 1490 urkundlich erwähnt. Die erste Eintragung von Radlow stammt aus dem Jahr 1445. Vorgeschichtliche Ausgrabungsfunde beweisen allerdings, dass der Ort schon vor über 3400 Jahren besiedelt wurde. Während Radlow Sitz eines Rittergutes war, das 1620 in den Besitz derer von Pfuel kam, und von 1634 bis 1802 zu den Löschebrandschen Besitzungen gehörte, blieb Diensdorf eher von Fischern und Bauern geprägt. In beiden Orten spielte die Ziegelei im 19. Jahrhundert und am Anfang des 20. Jahrhunderts eine große Rolle. Die überwiegend roten Backsteinhäuser bezeugen dies noch heute. Durch den Ausbau des Storkower Kanals von 1862 bis 1865 erfolgte ein reger Schiffstransport nach Berlin, der Ziegel aus Radlow nach Spandau für den Ausbau der dortigen Zitadelle brachte.
Mit dem Ausbau weiterer Verkehrsanbindungen wie Bahn- und Straßenbau begannen sich die Dörfer zu Beginn des 20. Jahrhunderts zu Urlaubsorten zu entwickeln.
In Diensdorf entstand eine Bootswerft, die den Wassersport und Tourismus im Ort anwachsen ließ.
Diensdorf und Radlow gehören seit 1836 zum Kreis Beeskow-Storkow in der Provinz Brandenburg und ab 1952 zum Kreis Fürstenwalde im DDR-Bezirk Frankfurt (Oder). Seit 1993 liegen die Orte im brandenburgischen Landkreis Oder-Spree.

## Bevölkerungsentwicklung
| Jahr | Einwohner |
| ---- | --------- |
| 1964 | 526       |
| 1971 | 526       |
| 1981 | 545       |
| 1985 | 560       |
| 1990 | 532       |

| Jahr | Einwohner |
| ---- | --------- |
| 1995 | 510       |
| 2000 | 551       |
| 2005 | 554       |
| 2010 | 570       |
| 2015 | 564       |

| Jahr | Einwohner |
| ---- | --------- |
| 2020 | 604       |
| 2021 | 586       |
| 2022 | 616       |
| 2023 | 613       |
| 2024 | 636       |

Gebietsstand des jeweiligen Jahres, Einwohnerzahl: Stand 31. Dezember (ab 1991), ab 2011 auf Basis des Zensus 2011, ab 2022 auf Basis des Zensus 2022

## Politik

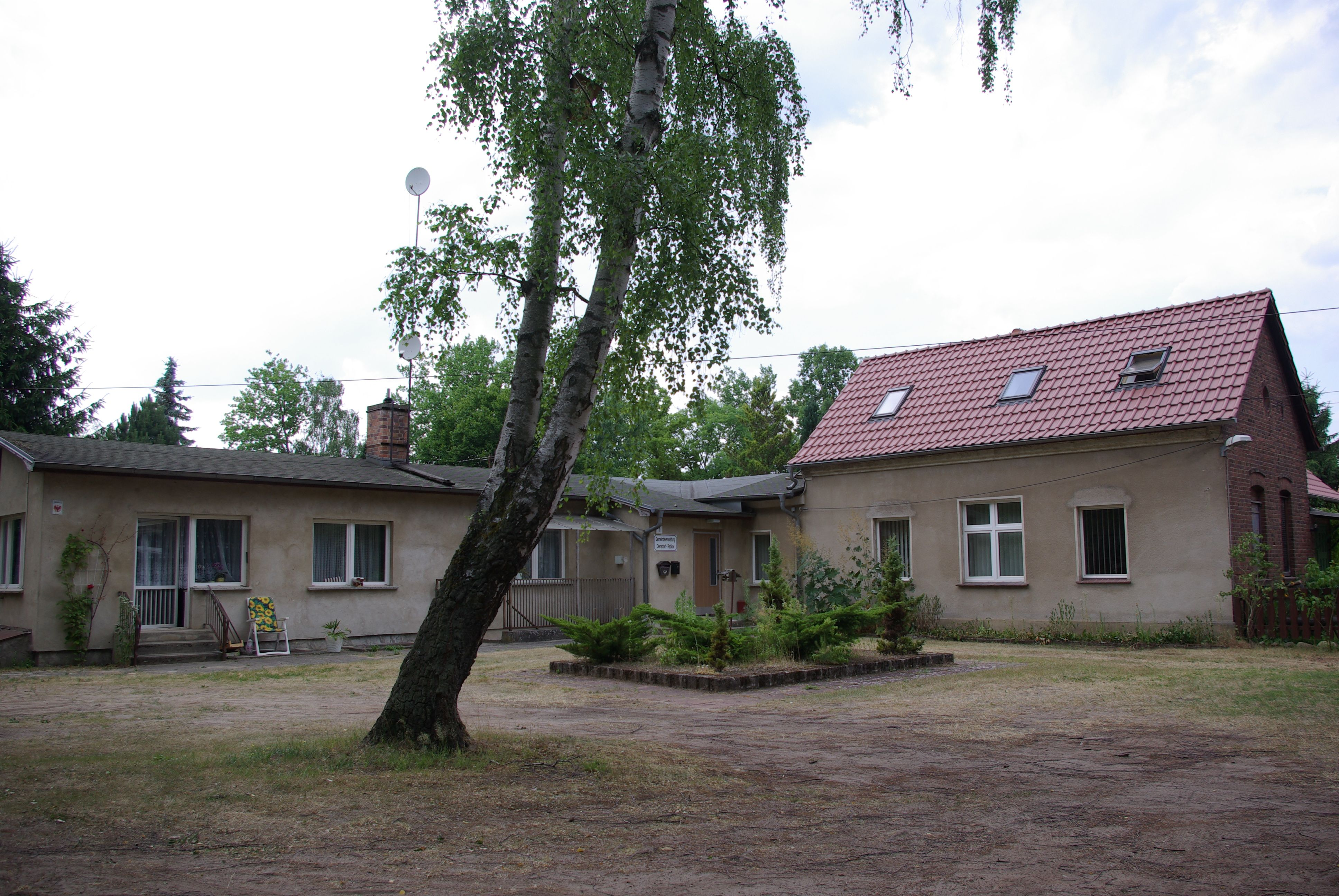
Gemeindeverwaltung

### Gemeindevertretung
Die Gemeindevertretung von Diensdorf-Radlow besteht aus acht Gemeindevertretern und dem ehrenamtlichen Bürgermeister. Die Kommunalwahl am 9. Juni 2024 führte zu folgendem Ergebnis:
| Wählergruppe                        | Sitze 2003 | Sitze 2008 | Sitze 2014 | Sitze 2019 | Sitze 2024 |  | % 2019 | % 2024 |
| ----------------------------------- | ---------- | ---------- | ---------- | ---------- | ---------- |  | ------ | ------ |
| Förderverein Diensdorf-Radlow       | -          | 5          | 5          | 5          | 5          |  | 64,0   | 67,6   |
| Gemeindefeuerwehrverein             | 4          | 2          | 2          | 2          | 2          |  | 18,3   | 17,7   |
| Einzelbewerber Tom-Andreas Wienkoop | –          | -          | –          | 1          | 1          |  | 08,7   | 14,7   |
| Einzelbewerber Burkhard Mell        | 1          | 1          | 1          | –          | –          |  | 05,6   | –      |
| FDP                                 | –          | –          | –          | –          | –          |  | 03,4   | –      |
| PDS                                 | 3          | –          | –          | –          | –          |  | –      | –      |

### Bürgermeister
- 1998–2003: Klaus John (PDS)[10]
- 2003–2015: Klaus-Bernd Fischer (2003 PDS; ab 2008 Förderverein Diensdorf-Radlow)[11]
- seit 2016: Stefan Petrick (Förderverein Diensdorf-Radlow)[12]

Petrick  wurde in der Bürgermeisterwahl am 9. Juni 2024 ohne Gegenkandidat mit 91,0 % der gültigen Stimmen für eine weitere Amtszeit von fünf Jahren gewählt.

## Sehenswürdigkeiten
In der Liste der Baudenkmale in Diensdorf-Radlow und in der Liste der Bodendenkmale in Diensdorf-Radlow stehen die in der Denkmalliste des Landes Brandenburg eingetragenen Kulturdenkmale.

## Verkehr
Diensdorf-Radlow liegt an der Landesstraße L 35 von Fürstenwalde nach Glienicke.
Die Buslinie 430 verbindet den Ort mit Fürstenwalde und Beeskow.

## Persönlichkeiten
- Henri Jeannin (1872–1973), französisch-deutscher Rennfahrer und Unternehmer, lebte seit 1936 in Diensdorf
- Eberhard Cohrs (1921–1999), Komiker und Schauspieler, lebte bis 1977 und 1990 bis zu seinem Tod in Diensdorf